# Casa dei Canonici

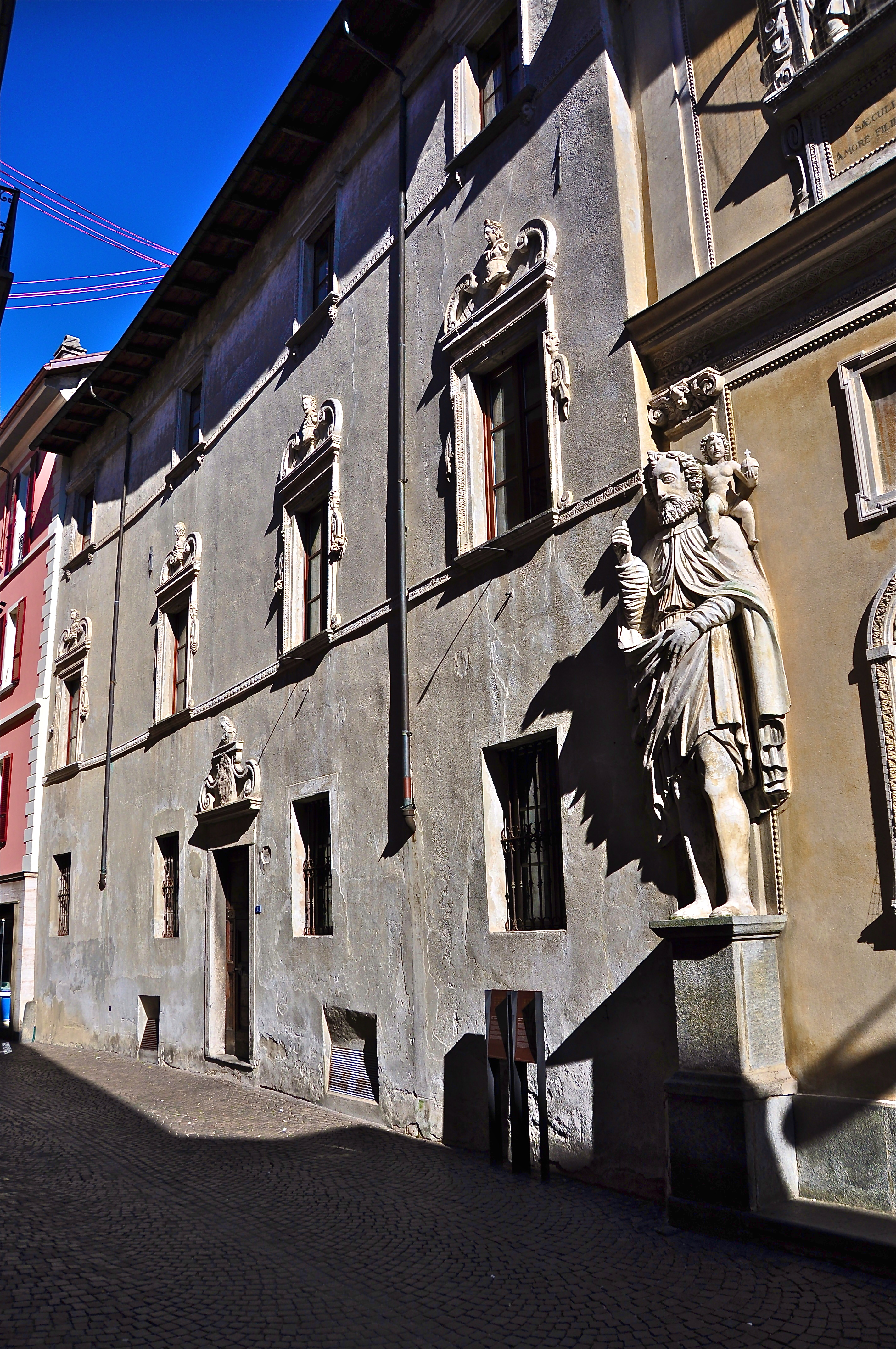
Schaufassade zur Strassenseite

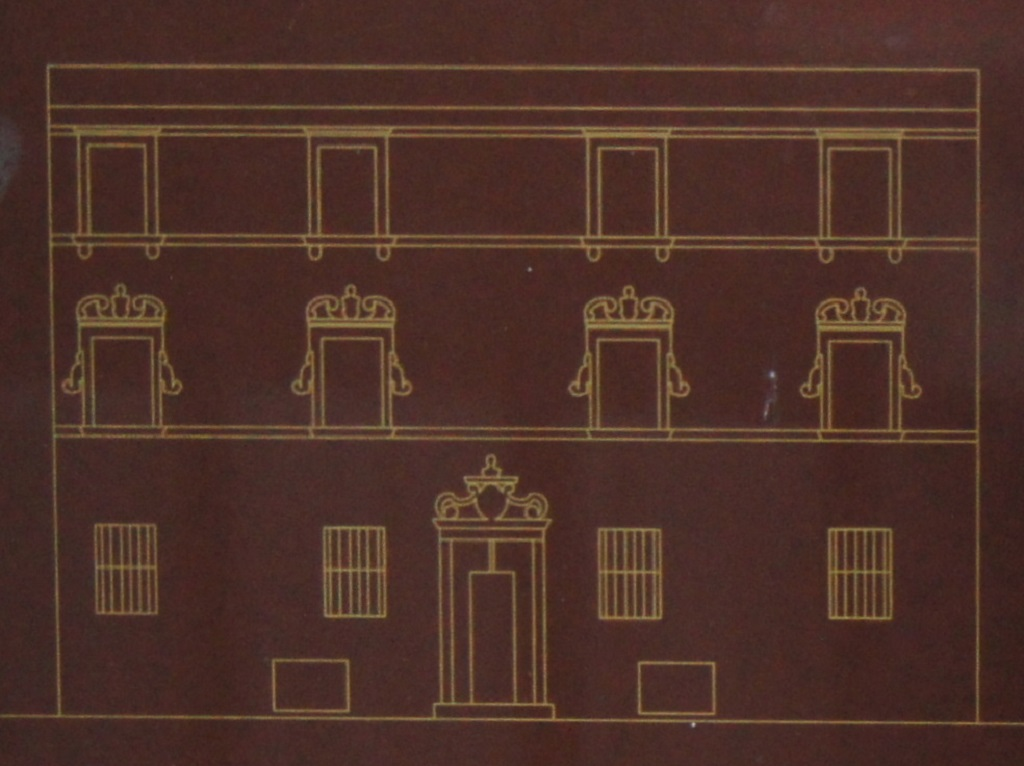
Skizze der Schaufassade

Die Casa dei Canonici ist ein Stadthaus, ein Palazzo in der Altstadt von Locarno im schweizerischen Kanton Tessin. Der Bau wurde gegen Ende des 16. Jahrhunderts errichtet und um 1600 durch den Patrizier und Statthalter Cristoforo Orelli erweitert. Orelli vermachte den Palazzo testamentarisch den Chorherren der Kirche Santa Maria Assunta.
Kirche und Palazzo sind ein geschütztes Kulturgut von nationaler Bedeutung.

## Beschreibung
Die Kirche wurde bis 1636 seitlich an das dreistöckige Stadthaus mit der Schaufassade angebaut. Diese Nordfassade wird durch Gesimse gegliedert und mit Stuckaturen dekoriert. Ein Vestibül führt in den Innenhof, der im Norden von doppelten Loggien und im Westen durch die Kirche begrenzt wird.
Auch das Innere und die Kamine sind mit Stuck verziert. Kassettendecken prägen die Räume im Osten des Hauses, während im zur Kirche zugewandten westlichen Teil die Räume gewölbt sind.